# 第4整備支援隊
第4支援整備隊（だいよんしえんせいびたい）とは、航空集団隷下の航空部隊「第4航空群（だいよんこうくうぐん、英称：Fleet Air Wing 4）」を構成する部隊の一つであり、神奈川県綾瀬市厚木航空基地に配備されていた。

## 沿革
- 1962年（昭和37年）9月1日：下総航空基地に「第4航空群」が新編され、その隷下に配備。同時期に「第3航空隊」も第1航空群から編入している。
- 1973年（昭和48年）12月25日：第4航空群の移転に伴い同部隊も厚木航空基地に移転。
- 1998年（平成10年）12月8日：補給整備部門の組織改編により第4支援整備隊を廃止。厚木航空基地隊厚木補給隊と編合し「第4整備補給隊」を新編。